# Chrysis annamensis
Chrysis annamensis es una especie de avispa del género Chrysis, familia Chrysididae. Fue descrita por el entomólogo húngaro Alexander Mocsáry en 1889. Es una especie de color cian verdoso, escasamente grisácea. Su cabeza mide normalmente 1 milímetro.